# Schwaigen
Schwaigen er en kommune i Landkreis Garmisch-Partenkirchen i Regierungsbezirk Oberbayern i den tyske delstat Bayern.
Den er en del af Verwaltungsgemeinschaft Ohlstadt.

## Geografi
Schwaigen ligger i Region Oberland og består af landsbyen Grafenaschau (Kirchdorf) og bebyggelserne Hinter-Braunau, Vorder-Braunau, Apfelbichel, Plaicken og Fuchsloch.